# 光文社ライトブックス
光文社ライトブックス（こうぶんしゃライトブックス）は、光文社が刊行するライトノベルレーベル。2018年5月18日創刊。
創刊第1弾のラインナップとして小説投稿サイト「小説家になろう」発の作品『ブサメンガチファイター』を刊行している。

## 既刊一覧
| 作品名                                 | 作者名           | イラスト   |
| -------------------------------------- | ---------------- | ---------- |
| 異世界転移者のマイペース攻略記         | なんじゃもんじゃ | 黒獅子     |
| 聖女の天秤〜お仕置きまでがお仕事です〜 | りぃん           | 衣丘わこ   |
| ブサメンガチファイター                 | 弘松涼           | 晩杯あきら |
| マジックイーター                       | 飛びかかる幸運   | 坂野杏梨   |

## アニメ化作品
| 作品                   | 放送年 | アニメーション制作 |
| ---------------------- | ------ | ------------------ |
| ブサメンガチファイター | 2025年 | WHITE FOX          |